# Pesti balhé
A Pesti balhé 2020-ban bemutatott magyar akció-vígjáték, amelyet Lóth Balázs rendezett. A főbb szerepekben Mészáros Béla, Petrik Andrea, Szabó Simon, Elek Ferenc és Inotay Ákos látható.
A filmet 2020. július 30-án mutatták be a mozikban.

## Szereplők
- Solymosi Marcell – Mészáros Béla
- Alexa – Petrik Andrea
- Guszti – Elek Ferenc
- Adrián – Inotay Ákos
- Jet – Szabó Simon
- Vinsz – Jászberényi Gábor
- Gedeon – Reviczky Gábor
- Benedek úr – Hegedűs D. Géza
- Leonyid – Járai Máté
- Ottó – Crespo Rodrigo
- Bandi bá – Borbiczki Ferenc
- Csatáry – Horváth Ákos
- Juli néni – Papp Annamária
- Diri – Kosynus Tamás
- Aranka – Páder Petra
- Mr. Li – Yu Debin
- Extrém lány – Zsenák Lilla
- Díjátadó – Szabó Endre
- Félszemű börtönőr – Gazdag-Kötél Orsi
- Néni – Babják Annamária
- Festményszállító – Lázár Balázs
- Festményszállító – Vass Szilárd
- Gyerek Marcell – Tóth Bercel
- Gyerek Alexa – Markó Zengő
- Gyerek Vinsz – Kaszás Dániel
- Gyerek Guszti – Miskey Roland
- Gyerek Jet – Zahoránszky Csaba

## Nézettség, bevétel
A nézettségi adatok szerint  73 475 jegyet adtak el rá, és ezzel az eredménnyel mintegy 109 805 432 Ft bevételt termelt a jegypénztáraknál.
Ezzel 2020 legnézettebb magyar filmje lett.